# Фаньяно-Альто
Фаньяно-Альто (итал. Fagnano Alto) — коммуна в Италии, располагается в регионе Абруццо, в провинции Л’Акуила.
Население составляет 446 человек (2008 г.), плотность населения составляет 18 чел./км². Занимает площадь 24 км². Почтовый индекс — 67020. Телефонный код — 0862.
Покровителями различных районов почитаются различные святые. 
- Покровителем района Валлекупа (Vallecupa) почитается святой Донат.
- В районе Рипа[итал.] (Ripa) имеются храмы, освящённые в честь святого Антония Великого,  San Rocco и святого Викториана.
- В районе Термине (Termine) имеется храм, освящённый в честь San Carlo Borromeo.
- В районе Корбеллино (Corbellino) имеется храм, освящённый в честь святого Себастьяна.
- В районе Кастелло (Castello) имеется храм, освящённый в честь Пресвятой Богородицы и апостола Петра.
- В районе Кампана (Campana): имеется храм, освящённый в честь святого апостола и евангелиста Иоанна Богослова.
- В районе Педиччиано (Pedicciano) имеется храм, освящённый в честь святой Лукии.
- В районе Опи (Opi) имеется храм, освящённый в честь святого Максима из Авеи.

## Демография
Динамика населения:

## Администрация коммуны
- Официальный сайт: